# 駝背鳳凰螺
駝背鳳凰螺（学名：Strombus gibberulus）为鳳凰螺科鳳凰螺屬下的一个种。